# Abiotiska faktorer

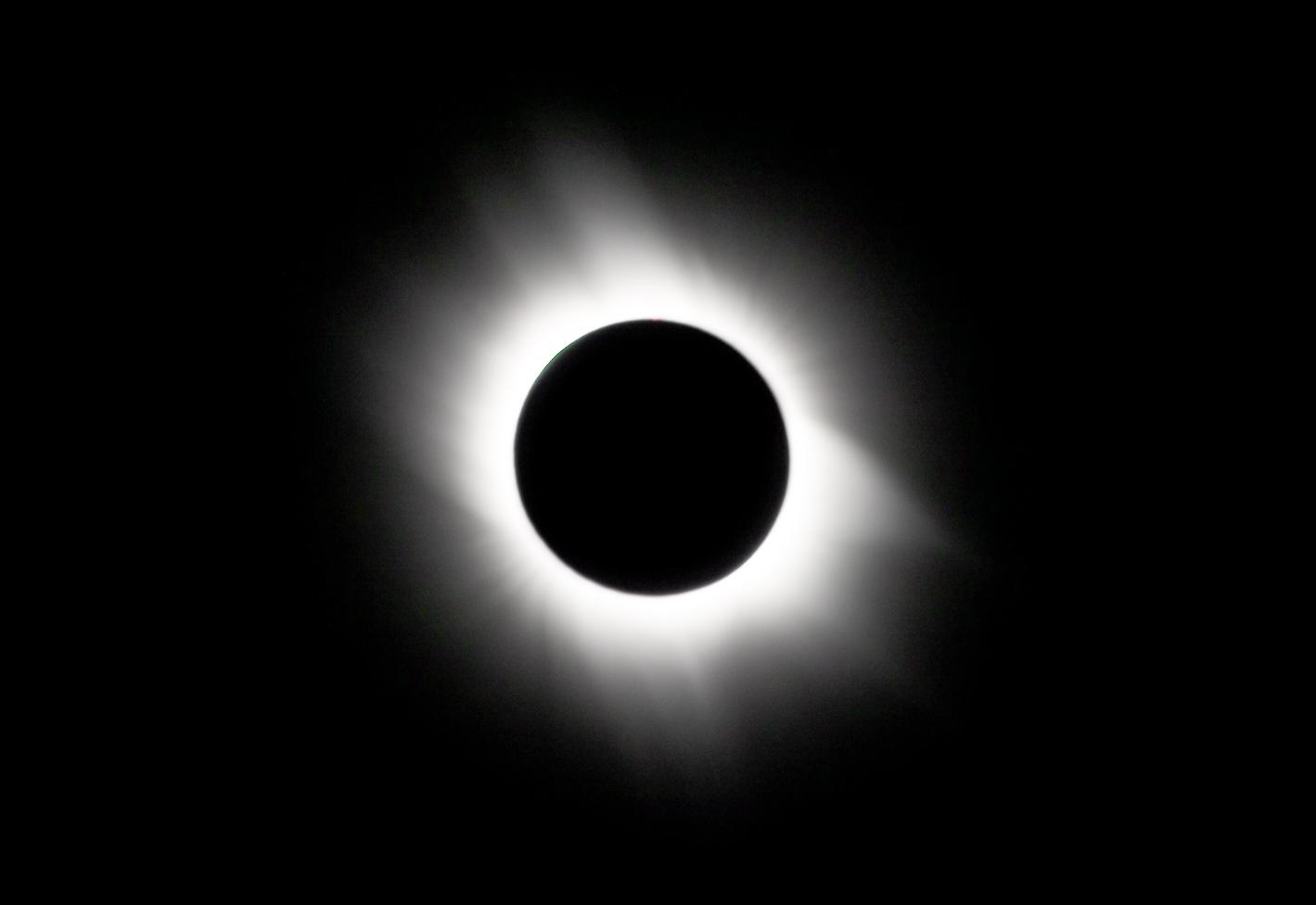
Solförmörkelse är en abiotisk faktor.

Abiotiska faktorer är icke-levande faktorer som har inverkan på ett ekosystem. Till dem hör jordens pH-värde, mängden närsalter i jorden, temperatur, nederbörd, vind och solljus. De två förstnämnda är kemiska faktorer medan de sistnämnda är fysikaliska. Andra abiotiska faktorer är till exempelvis nedbränning av en skog eller asfaltering av ett fält. I sjösystem kan en abiotisk faktor vara till exempel temperatur därför att det är icke-levande faktorer men ändå har grundligt påverkande på naturen.